# Skymark Airlines
Skymark Airlines (Japans: スカイマーク株式会社, Sukaimāku Kabushiki-gaisha) is een Japanse low cost-luchtvaartmaatschappij met hoofdkantoor in Tokio. Skymark verzorgt vluchten in Japan en heeft tevens een internationale chartervlucht naar Seoel. Als hub heeft de maatschappij de luchthaven van Tokyo International Airport (Haneda).

## Geschiedenis
De maatschappij werd opgericht in 1996 en ging effectief van start op 19 september 1998 met een vlucht tussen Haneda en Fukuoka. Het bedrijf heeft circa 2000 werknemers en vervoerde bijna 7 miljoen passagiers in 2014.
Skymark Airlines plaatse in juni 2011 een order voor nog eens twee Airbus A380 toestellen. Met een eerdere order voor vier exemplaren komt het totaal hiemee op zes vliegtuigen. Skymark wil de vliegtuigen inzetten op internationale routes tussen de luchthaven Narita en bestemmingen in Europa en de Verenigde Staten.
Begin 2015 vroeg Skymark Airlines een faillissement aan. De schuldenlast van ruim 70 miljard yen was te veel en Skymark kon niet meer aan de financiële verplichtingen voldoen. De resultaten stonden de laatste jaren onder neerwaartse druk door een sterke uitbreiding van de vloot, nieuwe routes die onvoldoende winstgevend waren en toenemende concurrentie van andere budget luchtvaartmaatschappijen. Het was de derde luchtvaartmaatschappij van het land na Japan Airlines en All Nippon Airways (ANA). Vanaf 1 maart 2015 is de handel in de aandelen op de Tokyo Stock Exchange gestaakt.
Skymark kon op zoek gaan naar sterke financiële partners. In juli bood Delta Air Lines aan een 20% aandelenbelang in Skymark te nemen. Voor Delta waren de landingsrechten van Skymark op de Haneda luchthaven van belang. Delta zou zo een belangrijke hub met veel connecties naar andere Japanse luchthavens krijgen. ANA kwam met een alternatief plan en wist in augustus de steun van de crediteuren hiervoor te krijgen. De 36 landingsrechten van Skymark op Haneda luchthaven komen nu ANA toe die ze zal benutten om het binnenlands netwerk te versterken.
Na de injectie van nieuw kapitaal waren de aandeelhouders, private equity fonds Integral Corporation met 50,1% van de aandelen, ANA (16,5%), Sumitomo Mitsui Banking Corporation en de Development Bank of Japan samen 33,4%.

## Vloot
In juli 2016 was de vloot van Skymark als volgt:
- 26 Boeing 737-800